# ADOM
ADOM är ett rogueliknande textbaserat datorspel i RPG-genren. Namnet är en förkortning som står för Ancient Domains of Mystery och spelet har skapats av tysken Thomas Biskup. Spelet utspelas i fantasymiljö och är koncentrerat till lösandet av olika uppdrag som för handlingen framåt. Spelaren väljer en av 200 kombinationer av raser och klasser (ungefär som yrken) och tar sig an problemen i bergslandet Ancardia som under en tid plågats av onda kaoskrafter. Beroende på hur spelaren agerar förändras dennes tillhörighet (engelska: alignment) på en skala mellan kaos och laglydighet. Tillhörigheten har betydelse för många mekanismer i spelet, bland annat hur man bemöts av icke-spelarkontrollerade karaktärer. Raserna i spelet har automatiska dragningar åt antingen kaos eller laglydighet.
Spelet är fritt till den grad att det inte kostar något att använda det. Om man vill kan man dock skicka ett vykort till Thomas Biskup eftersom han har som hobby att samla på dessa. Han har dock valt att hålla spelets källkod hemlig. I och med att spelet är textbaserat är det förhållandevis lätt att portera till olika datorplattformar. Det finns därför tillgängligt för Mac OS, Microsoft Windows, MS-DOS, OS/2 och Linux.